# Single numer jeden w roku 1987 (Japonia)
Notowanie Weekly Singles Chart (jap. 週間シングルチャート Shūkan Shinguru Chāto) przedstawia najlepiej sprzedające się single w Japonii. Publikowane jest ono przez magazyn Oricon Style, a dane kompletowane są przez Oricon w oparciu o cotygodniowe wyniki sprzedaży fizycznej singli. Poniżej znajdują się tabele prezentujące najpopularniejsze single w danych tygodniach w roku 1987.

## Oricon Weekly Singles Chart
| Data            | Utwór                                                                   | Wykonawca              | Źródło |
| --------------- | ----------------------------------------------------------------------- | ---------------------- | ------ |
| 5 stycznia      | wstrzymanie publikacji                                                  | wstrzymanie publikacji | [ 1 ]  |
| 12 stycznia     | „White Rabbitt kara no Message” (jap. ホワイトラビットからのメッセージ) | Marina Watanabe        | [ 1 ]  |
| 19 stycznia     | „Nangoku no Door” (jap. ホワイトラビットからのメッセージ)               | Yōko Minamino          | [ 1 ]  |
| 26 stycznia     | „TOO ADULT”                                                             | Minayo Watanabe        | [ 1 ]  |
| 2 lutego        | „NO MORE Renai gokko” (jap. NO MORE 恋愛ごっこ)                         | Onyanko Club           | [ 1 ]  |
| 9 lutego        | „Yukiguni” (jap. 雪國)                                                  | Ikuzo Yoshi            | [ 1 ]  |
| 16 lutego       | „TANGO NOIR”                                                            | Akina Nakamori         | [ 1 ]  |
| 23 lutego       | „TANGO NOIR”                                                            | Akina Nakamori         | [ 1 ]  |
| 2 marca         | „Kashiko” (jap. かしこ)                                                 | Ushiroyubi Sasare-gumi | [ 1 ]  |
| 9 marca         | „Mizu no Rouge” (jap. 水のルージュ)                                     | Kyōko Koizumi          | [ 1 ]  |
| 16 marca        | „stripe blue”                                                           | Shōnen-tai             | [ 1 ]  |
| 23 marca        | „Sapphire no hitomi” (jap. サファイアの瞳)                              | The Alfee              | [ 1 ]  |
| 30 marca        | „Kagerō” (jap. かげろう)                                                | Mamiko Takai           | [ 1 ]  |
| 6 kwietnia      | „Idol o sagase” (jap. アイドルを探せ)                                   | Momoko Kikuchi         | [ 1 ]  |
| 13 kwietnia     | „Hanashikake takatta” (jap. 話しかけたかった)                           | Yōko Minamino          | [ 1 ]  |
| 20 kwietnia     | „Marina no natsu” (jap. マリーナの夏)                                   | Marina Watanabe        | [ 1 ]  |
| 27 kwietnia     | „PINK no CHAO” (jap. PINKのCHAO)                                        | Minayo Watanabe        | [ 1 ]  |
| 4 maja          | „Strawberry Time”                                                       | Seiko Matsuda          | [ 1 ]  |
| 11 maja         | „Strawberry Time”                                                       | Seiko Matsuda          | [ 1 ]  |
| 18 maja         | „Toki no kawa o koete” (jap. 時の河を越えて)                            | Ushirogami Hikaretai   | [ 1 ]  |
| 25 maja         | „Strawberry Time”                                                       | Seiko Matsuda          | [ 1 ]  |
| 1 czerwca       | „Katatsumuri Samba” (jap. かたつむりサンバ)                             | Onyanko Club           | [ 1 ]  |
| 8 czerwca       | „Mizu no naka no Answer” (jap. 水の中のAnswer)                          | Kiyotaka Sugiyama      | [ 1 ]  |
| 15 czerwca      | „BLONDE”                                                                | Akina Nakamori         | [ 1 ]  |
| 22 czerwca      | „BLONDE”                                                                | Akina Nakamori         | [ 1 ]  |
| 29 czerwca      | „Sayonara no kajitsu tachi” (jap. さよならの果実たち)                   | Yōko Minamino          | [ 1 ]  |
| 6 lipca         | „Kimi dake ni” (jap. 君だけに)                                          | Shōnen-tai             | [ 1 ]  |
| 13 lipca        | „Pandora no koibito” (jap. パンドラの恋人)                              | Yōko Minamino          | [ 1 ]  |
| 20 lipca        | „WANDERER”                                                              | The Checkers           | [ 1 ]  |
| 27 lipca        | „Natsuyasumi dake no Sidesheet” (jap. 夏休みだけのサイドシート)         | Marina Watanabe        | [ 1 ]  |
| 3 sierpnia      | „Marionette”                                                            | BOØWY                  | [ 1 ]  |
| 10 sierpnia     | „Amarylis” (jap. アマリリス)                                            | Minayo Watanabe        | [ 1 ]  |
| 17 sierpnia     | „Marionette”                                                            | BOØWY                  | [ 1 ]  |
| 24 sierpnia     | „Kita no tabibito” (jap. 北の旅人)                                      | Yūjirō Ishihara        | [ 1 ]  |
| 31 sierpnia     | „STAR LIGHT”                                                            | Hikaru Genji           | [ 1 ]  |
| 7 września      | „SHADE ~Natsu no kageri~” (jap. SHADE〜夏の翳り〜)                      | Kiyotaka Sugiyama      | [ 1 ]  |
| 14 września     | „Kindan no Telepathy” (jap. 禁断のテレパシー)                           | Shizuka Kudō           | [ 1 ]  |
| 21 września     | „Niji no Dreamer” (jap. 虹のDreamer)                                    | Yui Asaka              | [ 1 ]  |
| 28 września     | „Naite mirya ii jan” (jap. 泣いてみりゃいいじゃん)                      | Masahiko Kondō         | [ 1 ]  |
| 5 października  | „Aki no Indication” (jap. 秋のIndication)                               | Yōko Minamino          | [ 1 ]  |
| 12 października | „Nanpasen” (jap. 難破船)                                                | Akina Nakamori         | [ 1 ]  |
| 19 października | „CATCH ME”                                                              | Miho Nakayama          | [ 1 ]  |
| 26 października | „Remember”                                                              | Kazama San Shimai      | [ 1 ]  |
| 2 listopada     | „Kiss o tomenai de” (jap. キスを止めないで)                             | Kyōko Koizumi          | [ 1 ]  |
| 9 listopada     | „My Truth”                                                              | The Alfee              | [ 1 ]  |
| 16 listopada    | „Pearl-White Eve”                                                       | Seiko Matsuda          | [ 1 ]  |
| 23 listopada    | „ABC”                                                                   | Shōnen-tai             | [ 1 ]  |
| 30 listopada    | „SHOW ME”                                                               | Yukari Morikawa        | [ 1 ]  |
| 7 grudnia       | „Glass no jūdai” (jap. ガラスの十代)                                    | Hikaru Genji           | [ 1 ]  |
| 14 grudnia      | „Haikara-san ga tōru” (jap. はいからさんが通る)                         | Yōko Minamino          | [ 1 ]  |
| 21 grudnia      | „Glass no jūdai”                                                        | Hikaru Genji           | [ 1 ]  |
| 28 grudnia      | „Glass no jūdai”                                                        | Hikaru Genji           | [ 1 ]  |